# Herbjørg Wassmo
Herbjørg Margretha Wassmo (født 6. december 1942 i Myre, Øksnes) er en norsk forfatter. Hun har i mange år været en af Norges bedst sælgende forfattere. Hun debuterede i 1976 med digtsamlingen Vingeslag.
Gennembruddet var romanen Huset med den blinde glassveranda fra 1981. Hun modtog i 1987 Nordisk Råds Litteraturpris for Hudløs himmel.
Wassmos største succes i Danmark har været Dina-trilogien der består af Dinas bog, Lykkens søn og Karnas arv. Trilogien blev i 2002 filmatiseret af Ole Bornedal med titlen Jeg er Dina med Maria Bonnevie og Gérard Depardieu i hovedrollerne. Bøgerne er blevet oversat til flere forskellige sprog.

## Biografi
Wassmo startede sin litterære løbebane, mens hun gik på på lærerskolen på Nesna. I forbindelse med kvindedagen i 1973 skrev hun kampdigtet Sol bakom skyan (= Sol bag skyerne) til melodi af Jack Berntsen.  Som lærer arbejdede hun mange år i skolen, med sit forfatterskab som hobby. Da hun debuterede med Vingeslag i 1976, havde hun taget orlov fra jobbet. Senere tog skrivningen så megen tid, at hun sagde sit arbejde op. Hun begyndte at studere litteraturvidenskab, og skrev ved siden af studierne.
De røde tråde i Wassmos forfatterskab er kvindeperspektivet og den nord-norske virkelighed. Dette var synligt allerede i de to første digtsamlinger, hvor nogle af digtene var skrevet på dialekt. Øystein Rottem peger på, at forfatterskabet "udspringer af 1970'ernes kvindekamp [...] en anden vigtig forudsætning er kulturrejsningen i Nord-Norge efter stiftelsen af Nordnorsk forfatterlag i 1972".
Første bind af Toratrilogien, Huset med den blinde glasveranda, blev Wassmos gennembrud; serien blev en stor publikumssucces og indbragte henne desuden Kritikerprisen. For den sidste roman i trilogien, Hudløs himmel, blev hun tildelt Nordisk Råds litteraturpris i 1987. Dette fik Poul Borum til at kalde juryen "senil", fordi prisen efter hans mening blev givet til en roman, der i formsprog og tematik kunne være udgivet 50 år tidligere. Litteraturprofessor Willy Dahl  påpegede, at det kunne romanen netop ikke. Hovedpersonen Tora er barn af en tysk soldat, og hendes norske stedfar misbruger hende seksuelt, når hendes mor tyskertøsen er på arbejde. Så romanen kunne naturligvis ikke være skrevet i 1936. Dertil overså Borum betydningen af, at Wassmo netop fik prisen, fordi både formsprog og tematik vandt genklang hos så mange, og skaffede bogen en stor læserkreds. Denne kommentar fra professor Dahl udløste et skarpt svar fra Jan Kjærstad, redaktør for Vinduet, der tolkede et forsvar for Wassmo og hendes læsere som et angreb på "ung, eksperimenterende litteratur". 
De tre bøger om Dina er Wassmos andet hovedværk, en trilogi påbegyndt med Dinas bog i 1989 og afsluttet med Karnas arv i 1997. Her er handlingen lagt til 1800-tallet. Tyve år senere lancerede Wassmo overraskende et fjerde bind i serien, Den som ser, der handler om Dinas barnebarn Karna.  Wassmos bøger er solgt til 29 lande. I 2007 blev hun udnævnt til ridder af 1. klasse af Skt. Olavs Orden. 
100 år fra 2009 beskriver i romanform tre generationers liv: Wassmos oldemor, mormor og mor. Bogen hjalp Wassmo til at se sig selv i et nyt lys; her skriver hun også om de overgreb, hendes egen far udsatte hende for, og som har været en drivkraft i hele hendes forfatterskab. 

## Priser og udmærkelser
- Kritikerprisen 1981, for Huset med den blinde glassveranda
- Bokhandlerprisen 1983, for Det stumme rommet
- Nordland fylkes kulturpris, 1986
- Nordisk Råds litteraturpris 1987, for Hudløs himmel
- Gyldendals legat, 1991
- Amalie Skram-prisen, 1997
- Prix Jean Monnet, Frankrig, 1998
- Eeva Joenpelto Prisen, Finland, 2004
- Havmannprisen 2006, for Et glass melk, takk
- Kommandør af St. Olavs Orden, 2007
- Hedersprisen, Brageprisen 2010
- Ridder af Ordenen for kunst og litteratur, Frankrig, 2011[9]